# 奇奇怪怪
奇奇怪怪（ききかいかい）は、日本のポッドキャスト番組（旧名：奇奇怪怪明解事典）。パーソナリティは、ラッパーのTaiTan（Dos Monos）と音楽家の玉置周啓（MONO NO AWARE / MIZ）。

## パーソナリティ
TaiTan（Dos Monos）
3人組ヒップホップユニットDos Monosのラッパー。また、クリエイティブディレクターとして、0円の雑誌『magazine ii』や、テレビ東京の停波帯をジャックした番組『蓋』、マイクブランドShureとコラボした『IGNITE the Podcasters』などを手がける。TBSラジオ番組『脳盗』発の音を立てなければ全商品“盗める”体験型ショップ「盗-TOH-」は、国内最大級のクリエイティブアワードである「ACC TOKYO CREATIVITY AWARDS 2024」の2部門を受賞した。
玉置周啓（MONO NO AWARE, MIZ）
4人組バンドMONO NO AWAREや、アコースティックユニットMIZのボーカル＆ギターと作詞・作曲を担当。ウェブマガジン「EYESCREAM」では読書感想文を連載中。

## 沿革
| 時期    |                                                                   |
| ------- | ----------------------------------------------------------------- |
| 2020/05 | 番組配信開始                                                      |
| 2021/03 | 「JAPAN PODCAST AWARDS 2020」Spotify NEXT クリエイター賞          |
| 2021/06 | Spotify独占配信スタート。Spotify Podcastチャートで第1位をマーク。 |
| 2021/12 | 合計再生時間・合計再生回数が前年比999%増                          |
| 2022/02 | 書籍版『奇奇怪怪明解事典』発刊                                    |
| 2022/06 | TBSラジオにて可処分時間猫糞ラジオ「脳盗」がスタート               |
| 2022/09 | アニメ化企画「品品 PIN PIN」開催                                  |
| 2022/10 | 「脳盗」が放送時間拡大のうえレギュラー化が決定                    |
| 2023/02 | 電子版「品品 PIN PIN」リリース                                    |
| 2023/05 | 番組名が「奇奇怪怪明解事典」から「奇奇怪怪」にリニューアル        |
| 2024/02 | 会員制コミュニティ「品品団地」リリース                            |
| 2025/04 | 「脳盗」が30分から1時間に放送時間拡大                             |

## 脳盗
「脳盗（のうとう）」は、TaiTan・玉置周啓によるラジオ番組。TBSラジオにて毎週土曜日26:00 - 27:00の時間帯で放送中。リスナーの大切な可処分時間を盗むような味わい深い珍品を紹介する“可処分時間猫糞ラジオ”。番組アートワークはPERIMETRONの神戸雄平、ジングルはDos Monosの荘子itが手がけた。

### ゲスト一覧
| 放送日            | ゲスト                                 |
| ----------------- | -------------------------------------- |
| 2023/01/01        | 小原綾斗（Tempalay）                   |
| 2023/01/22, 01/29 | 髙比良くるま・松井ケムリ（令和ロマン） |
| 2023/02/26        | 品田遊                                 |
| 2023/03/19, 03/26 | 太田光（爆笑問題）                     |
| 2023/04/16        | 石若駿                                 |

### オンエア曲
Spotifyプレイリスト
https://open.spotify.com/embed/playlist/0yUYE0Wh3xx5IuPSuazuuC

2023/04/23時点
- Radiohead「Creep」
- OMSB「大衆」
- フィッシュマンズ「いかれたBABY」
- 踊ってばかりの国 「boy」
- MONG HANG「Bog Ele Bechico」
- ZAZEN BOYS「ポテトサラダ」
- Cornelius「MIC CHECK」
- MSC「音信不通」
- 島倉千代子「愛のさざなみ」
- 小袋成彬「門出」
- CRCK/LCKS「Hideaway」
- バトルス「Atlas」

## 企画・イベント

### 品品
「品品（ぴんぴん）」は奇奇怪怪明解事典のアニメ・グッズ化企画。2022年9月に、渋谷PARCO GALLERY Xで初開催された。奇奇怪怪明解事典の書籍化達成後の「第2ガンダーラ」として掲げていた”アニメ化”を実現し、mesoism（PERIMETRON・神戸雄平）監督によるアニメ作品を上映。2023年2月に電子版『品品 PIN PIN』をリリース。

### 百貨戯典
「百貨戯典（ひゃっかぎてん）」はBRUTUS連載コーナー。Podcast番組「奇奇怪怪」の玉置周啓とTaiTanが、予算100円以内で売られている中古書を今この時代に読み返す。

### 骨染
「骨染（ほねじみ）」はメンズノンノWebで連載されているTaiTanの骨染漫画読破録。

### 圧と密
2023年8月17日～9月17日、第二弾の書籍『奇奇怪怪』の発売を記念して、東京・代官山 蔦屋書店で行った書店内1ブースを使用したポップアップ。およそ3000冊の本書を用いた異形の特設展示を、アーティストのGILLOCHINDOX☆GILLOCHINDAEとともに構築。

### 豆誌 mame mag
「豆誌（まめまぐ）」 とは、奇奇怪怪/脳盗の公式Discordコミュニティ。2023年2月に開設された。番組のお知らせ・感想だけでなく、あらゆるジャンルのおすすめが集まる。

### 品品団地
「品品団地（ぴんぴんだんち）」 とは、TaiTan、玉置周啓、神戸雄平(PERIMETRON)を管理人とした月額制のファンコミュニティ。進行中の企画制作や限定コンテンツが公開される。

## 書籍
- 『奇奇怪怪明解事典』（国書刊行会、2022年）解説: 上出遼平 ISBN 978-4336072603
- 『奇奇怪怪』（石原書房、2023年）巻末解説: 藤岡拓太郎 ISBN 978-4911125007

## 賞歴
- JAPAN PODCAST AWARDS 2020 Spotify NEXT クリエイター賞（2021年）
- JAPAN PODCAST AWARDS 2021 大賞・ベストパーソナリティ賞 ノミネート（2022年）

## 関連リンク
- 奇奇怪怪 - Sportify
- 奇奇怪怪 - Google Podcast（2021/06 更新終了）
- 奇奇怪怪 - Apple Podcast（2021/06 更新終了）
- 脳盗 - TBSラジオ公式サイト
- 奇奇怪怪 / 脳盗
  - 奇奇怪怪 (@kikikaikai_noto) - X（旧Twitter）
  - 奇奇怪怪 (@kikikai_noto) - Instagram
- TaiTan (@tai_tan) - X（旧Twitter）
- 玉置周啓 (@tamaokisshukei) - X（旧Twitter）
- 会員制コミュニティ『品品団地』
- kikipedia